# Johannes (Hans) Bach
Johannes Bach o Hans Bach (1580? - †1626) va ser un músic i forner alemany, el besavi de Johann Sebastian Bach.
Va ser l'últim fill de Veit Bach i va estudiar música amb Matz Ziesecke. Va ser el trompetista municipal de Gotha i va tocar a les bandes d'Arnstadt, Eisenach, Erfurt, Schmalkalden i Suhl. En els registres figura com un Spielmann (joglar). Va morir probablement durant la Guerra dels Trenta Anys.
Va tenir tres fills, que són els primers Bach dels quals en coneixem composicions:
- Johannes Bach
- Christoph Bach
- Heinrich Bach